# Limb (instrument)
Limb, limbe (mong. лимбэ, wym. /ɮimp/) – tradycyjny mongolski flet poprzeczny z sześcioma otworami otwieranymi lub zamykanymi palcami grającego, używany wśród etnicznych grup Mongolii wschodniej do akompaniamentu pieśni urtyn duu – „długich pieśni”. Gra na limbie wymaga opanowania specyficznej techniki oddechu.

## Budowa
Tradycyjny limb jest wykonany z bambusa lub z mosiądzu, współczesny często z plastiku. Ma dwanaście otworów: pierwszy do dmuchania, drugi – pokryty membraną – wzmacnia dźwięk, kolejne sześć jest otwieranych lub zamykanych palcami grającego, pozostałe cztery otwory: dwa w górnej części i dwa w dolnej, gdy pozostają zakryte, nadają instrumentowi niższy dźwięk.     
Wschodni Chałchasi rozróżniają dwie formy limbu:
- limb żeński (em limb) – węższy
- limb męski (er limb) – grubszy, krótszy

## Technika gry
Limb jest tradycyjnie używany do akompaniamentu pieśni ludowych urtyn duu – „długich pieśni”. Zwrotki pieśni trwają około 4–5 minut a na jeden utwór składa się od trzech do pięciu zwrotek, co wymaga nieprzerwanej gry na flecie od dwunastu do dwudziestu pięciu minut.
Gra na limbie wymaga opanowania techniki oddechu cyrkulacyjnego (bitüü am’sgaa) pozwalającej na wydobywanie dźwięku przez dłuższy czas, bez przerw koniecznych dla zaciągnięcia powietrza. Grający jednocześnie robią wdech przez nos i wydech przez usta: nabierają powietrza i wydymają policzki, a następnie siłą ich mięśni wypychają powietrze z jamy ustnej, w tym samym czasie nabierają powietrza nosem. Tradycyjna nauka techniki oddechu cyrkulacyjnego polega na wykonywaniu ćwiczeń oddechowych przy pomocy świecy lub z wykorzystaniem słomki i szklanki z wodą. Uczeń dmucha na płomień świecy w taki sposób, by nie zgasł lub dmucha przez słomkę w taki sposób, by nie zmącić wody. Na limbie grają Buriaci i Chałchasi ze wschodniej Mongolii; limb znany jest również w Chinach. Tradycyjnie na limbie grali wyłącznie mężczyźni. Gra na limbie stosowana była również przez Darigangów podczas doglądania wielbłądów, by zachęcić ponowne przyjęcie przez matki wcześniej odtrąconych młodych. 
Tradycja gry na limbie jest zagrożona – jedynie 14 muzyków nadal praktykuje grę na limbie. Ostatnim wielkim mistrzem gry na limbie był Luwsandordżijn Cerendordż (1909–1989), który przekazał swoją wiedzę w zakresie gry na tym instrumencie kilku uczniom. W 2009 roku technika gry na limbie towarzyszącej urtyn duu została wpisana na listę niematerialnego dziedzictwa wymagającego pilnej ochrony UNESCO.